# وسائط لغة الإشارة
وسائط لغة الإشارة هي وسائط تستند إلى نظام وسائط خاص بلغات الإشارة. تم بناء الواجهات في وسائط لغة الإشارة على البنية النحوية المعقدة للغات الإشارة. بشكل عام يتم إنشاء الوسائط للغات الشفوية أو اللغات المكتوبة وغالبًا ما تكون غير متوافقة مع لغات الإشارة.
تتميز وسائط لغة الإشارة بثلاث خصائص محددة:
- غياب الصوت ، أو انخفاض تردداته بشكل قوي (الجهير).
- لا يتم استخدام النصوص أو يتم استخدام القليل من النص.
- إطار كاميرا محدد للصور المقربة .

## معالم
- العصر التناظري:
  - فيلم - ولادة وسائط لغة الإشارة. تم إنتاج أول فيلم بلغة الإشارة عام 1902. [1]
  - فيديو - يتم توزيع مجلات لغة الإشارة على الفيديو.
- العصر الرقمي:
  - الفيديو الرقمي والبرامج - يتم إنشاء واجهات لغة الإشارة لتصفح المحتوى.
  - شبكة الويب العالمية - تصبح المعلومات بلغة الإشارة متاحة للجميع.
  - الهاتف المرئي وكاميرا الويب - تصبح الاتصالات بلغة الإشارة ممكنة.
  - مهاتفة الفيديو المتنقلة - يوفر UMTS الدعم لاتصالات لغة الإشارة.
  - مدونات الفيديو - بدأت المواقع الإخبارية بلغة الإشارة في الازدهار مع الاحتجاج ضد جين فرنانديز .
  - إنتاج مقاطع فيديو بلغة الإشارة باستخدام الصور الرمزية التي تم إنشاؤها بواسطة الكمبيوتر بدلاً من صور شخص حقيقي. [2] [3] [4]
  - يتم إنتاج مقاطع فيديو بلغة الإشارة [5] بأشكال مختلفة من الإشارات باستخدام مترجمين حقيقيين للغة الإشارة

## روابط خارجية
- التفكير في وسائط لغة الإشارة
- وسائط لغة الإشارة Signfuse
- مدونة فيديو جوي باير ASL
- قائمة أفلام لغة الإشارة
- وسائط لغة الإشارة في الأفلام / التلفزيون
- Média'pi! : الاعلام الصحافي